# Chindesaurus
Chindesaurus ("Spök-ödla") var en primitiv dinosaurie från sen Trias i Arizona och Texas, USA. Den beskrevs år 1995 och placerades i familjen Herrerasauridae. Den var ett tvåbent rovdjur och relativt liten, med en ungefärlig längd mellan 2 och 2.3 meter. Herrerasauriden "Caseosaurus" betraktas ibland som ett eget släkte, men de flesta forskare anser att dess tillskrivna fossil endast bör ses som exemplar av Chindesaurus.

## Beskrivning

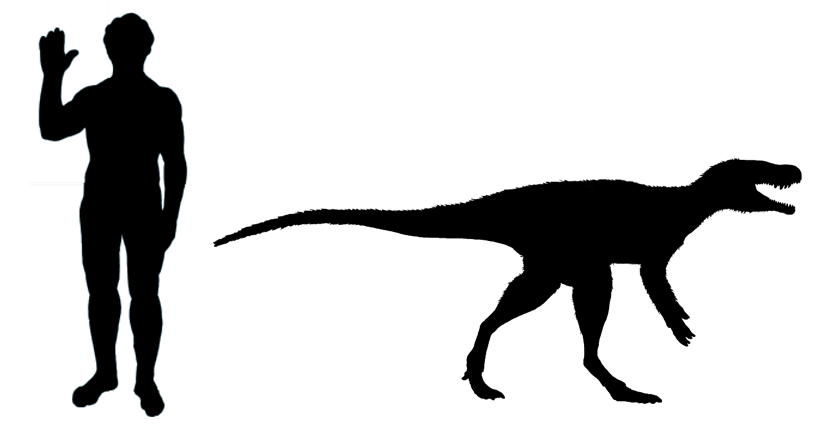
Storleksjämförelse mellan Chindesaurus och en människa.

Chindesaurus är känd från sex inkompletta exemplar varav det mest kompletta är typexemplaret PEFO 10395 som bevarar en tand, en inkomplett halskota, inkompletta ryggkotor, flera fragment av revben, två kompletta kotor från höftregionen, delar av svanskotor, en sparre, flera smådelar av diverse höftben, ett komplett vänster lårben och skadat höger lårben, ett inkomplett skenben och det högra vristbenet.
Andra exemplar är mer inkompletta och de flesta uppmätningar placerar Chindesaurus på en längd på ungefär 2 till 2.3 meter och en maximal vikt på 50 kilogram.